# Joyce Ekworomadu
Joyce Eziaku Ekworomadu (Edmond, 6 agosto 1986) è un'ex cestista statunitense con cittadinanza nigeriana.

## Carriera
Con la Nigeria ha disputato quattro edizioni dei Campionati africani (2007, 2011, 2013, 2015).